# Brasseries du Katanga

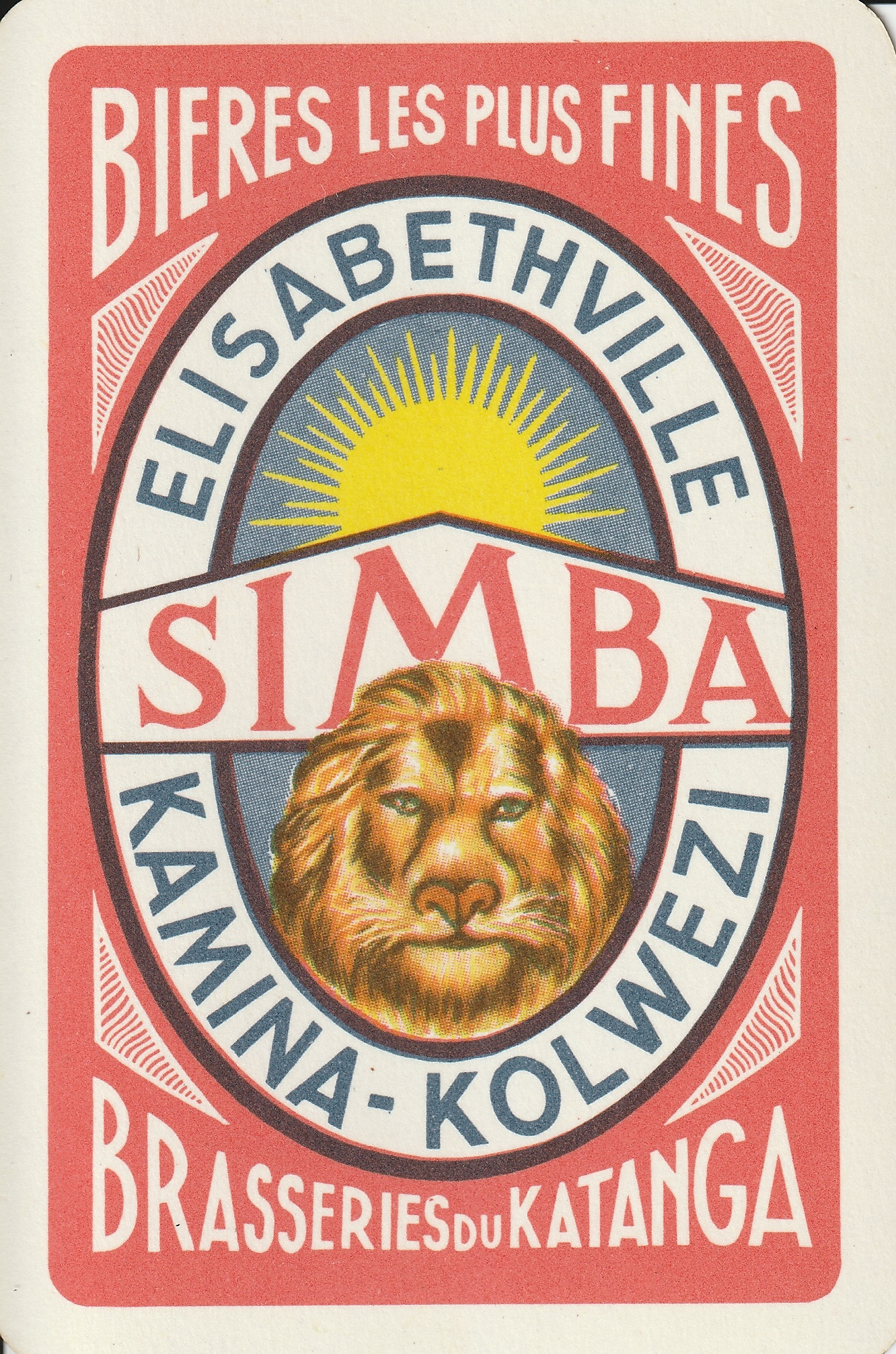
Bière Simba

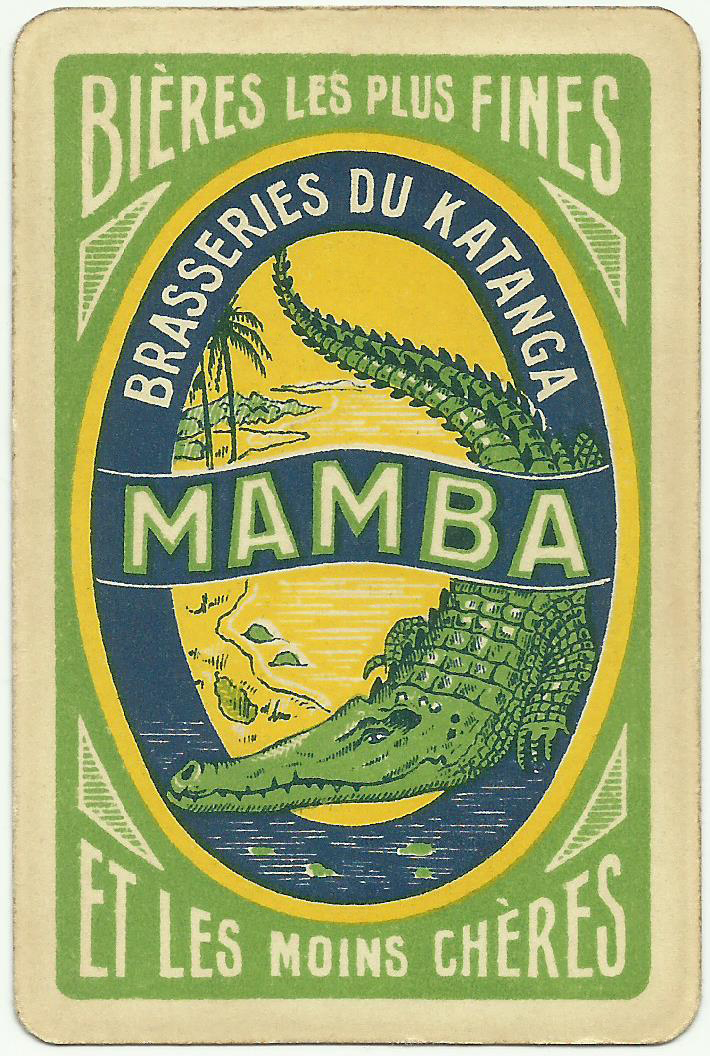
Bière Mamba produite dans les années 1940-1950

Les Brasseries du Katanga ou Brasseries Simba sont une entreprise brassicole établie à Lubumbashi, Katanga, en République démocratique du Congo.

## Histoire
En avril 1922 un groupe de colons lança une fabrication locale de bière devant les difficultés d'approvisionnement en bière européenne. Le 8 décembre 1923 une société au capital de 350 000 BEF fut créée à Bruxelles.
Fin 1925 une production de bière de 40 000 bouteilles/mois démarra à Elisabethville. 1931 vit l'ouverture d'une brasserie à Jadotville portant la capacité totale de production à 200 000 bouteilles/mois. En 1950 la capacité de production monta à 1 250 000 bouteilles/mois.
En 1953 et 1957, deux nouvelles brasseries furent ouvertes à Kamina et Kolwézi. En 1973 la production de bière (Simba et Tembo) fut de 974 000 hl.
1991 vit la fermetures des brasseries de Likasi, Kolwézi et Kamina à la suite d'actes de pillages à Likasi.
L'année 2009 vit la réouverture de la production à Kolwézi.

## Production
Elles brassaient trois bières populaires :
- la Simba, bière blonde, avec comme conditionnements une bouteille de 73cl et le fût ;
- la Tembo, bière brune, avec comme unique conditionnement une bouteille de 60 cl ;
- la Mamba, bière de table dont la production fut arrêtée au début des années 50.

En kiswahili, Simba signifie lion, Tembo : éléphant et Mamba : crocodile. 
À l'heure actuelle, les Brasseries Simba ont deux types de produits :
- La bière : La Simba, La Tembo, la Castel Beer et la Lushoise (blanche de Noël).

- Les sucrés : D'Jino et Fresco.  Sucré, terme local, est utilisé pour désigner une boisson type Coca-Cola. Pour chaque marque, plusieurs goûts : soda, ananas, cola, grenadine, mangue, banane, etc.

En 2022 l'entreprise employait 641 travailleurs pour une production de 1 815 932 hl vendus.